# FOMO
A FOMO az angol Fear of Missing Out kifejezés betűiből keletkezett mozaikszó. Magyar jelentése: félelem a kimaradástól.
A téma egyik első kutatója, Andrew Przybylski brit pszichológus szerint a FOMO egy erős félelem attól, hogy mások tartalmas élményeket szereznek nélkülünk. E félelem miatt a FOMO-ban szenvedő ember mobiltelefonját állandóan kézben tartva kényszeresen frissítgeti állapotát a közösségi oldalakon, folyamatosan ellenőrzi az üzeneteit, mert attól tart, hogy kimarad valamiből, vagy elszalaszt egy adódó lehetőséget.
A FOMO a lehetőségek (feltételezett) végtelen sora miatt elkerülhetetlen veszteség érzése.
A lehetőségek korlátlansága azonban csak illúzió: fizikai, térbeli képességeink behatárolják a lehetőségeket. Egyszerre csak egy helyen lehetünk, bármely pillanatban a lehetőségek végtelen tárából csak egy valósulhat meg, a többi óhatatlanul elveszett. Ez mindig is így volt, de az információrobbanásnak, a közösségi média térnyerésének köszönhetően ezzel minden pillanatban szembesülhetünk, ami nagyon sok embernél szorongáshoz vezet.

## Története
A FOMO kifejezést Patrick J. McGinnis szerző alkotta meg a Harvard Business School magazinjában, a The Harbusban, egy 2004-es cikkében. McGinnis az üzleti élet döntéshozatali mechanizmusának leírására fejlesztette ki a FOMO kifejezést, és azon menedzserekre használta, akik túl sok irányban kezdeményeznek, vagy túl sok lehetséges utat követnek attól tartva, hogy elszalasztanak valamilyen pozitív trendet vagy egy nagy lehetőséget.
A FOMO jelensége lassan bekerült a köztudatba. Egyik első kutatója és a FOMO teszt megalkotója Andrew Przybylski brit pszichológus, aki 2013-ban kutatócsoportjával megállapította, hogy a FOMO korrelál az általános elégedetlenséggel, és aránytalanul érinti a fiatalokat, különösen a férfiakat és a millenniumi korosztályt, ami a körükben igen elterjedt és nagyfokú közösségimédia-használattal magyarázható. Elsősorban olyanokra jellemző, akik kevés önbizalommal, gyenge énképpel rendelkeznek, gyakran magányosak, kevés elismerést kapnak és nincs elég valódi kapcsolatuk. Tehát a közösségi média nem ok, hanem okozat – azaz csupán felerősíti az amúgy is meglévő pszichológiai problémákat.
Jelenleg a kifejezést hashtagként használják a közösségi médiában, és több száz hírcikkben említik az online forrásokban és nyomtatott lapokban egyaránt.
Napjainkra a FOMO a videojátékok, a befektetések világában és az üzleti marketingben is tetten érhető.

## Eredete
Több pszichológiai elmélet szerint is (pl. Ryan és Deci öndeterminációs elmélete vagy Baumeister és Leary közismert valahova tartozás elmélete) az embernek ugyanolyan alapvető szükséglete a közösséghez tartozás, a valahová tartozás érzése, mint például az éhség. Egészségesebbnek, boldogabbnak érezzük magunkat, ha egy (vagy több) támogató közösség (család, munkahely, barátok, sportcsapat, vallási közösség stb.) tagjai vagyunk; ha tudjuk, hogy baj esetén van kire számítanunk. Mások posztjai láttán úgy érezzük, kívül rekedtünk a közösségen, így sérül a valahová tartozás iránti vágyunk. A kitaszítottság ősi féleleméről van tehát szó, amire ráerősítenek a modern kommunikációs csatornák.
A FOMO tehát egyáltalán nem újkeletű félelem, sokkal inkább az emberiséggel egyidős egzisztenciális szorongások egyfajta modern kori megnyilvánulása. Az egzisztenciális szorongások olyan alapvető kérdések, amelyek a létezésünk, ember voltunk alapjait, miértjeit érintik. Például: Mi értelme az életemnek; számítok-e másoknak? – és így tovább. Jelenlegi ismereteink szerint ezekre a kérdésekre nem létezik egyetlen helyes válasz, mindenkinek saját magának kell(ene) megtalálnia a számára érvényes, elfogadható válaszokat, magyarázatot. Így az egzisztenciális szorongások változó intenzitással, de jellemzően végigkísérik életünket.

## Leküzdése
A FOMO leküzdése nem tűnik bonyolultnak: csak ki kell kapcsolni az okostelefonunkat, vagy törölni magunkat a közösségi oldalakról. Ez azonban csupán tüneti kezelés: a probléma okát, a vélt vagy valós kitaszítottságtól való szorongást nem szünteti meg.
Przybylski szerint a „gyógymód” egyszerű, ám megvalósítása embert próbáló feladat. A kulcs saját magunk megismerése. Ha tisztában vagyunk vele, mit akarunk az élettől, stabil az önképünk és az értékrendünk, van önbizalmunk, ismerjük saját magunkat és a képességeinket, akkor a „jaj, biztos éppen lemaradok valamiről” érzése automatikusan megszűnik, okafogyottá válik.

## Változatai

### Kulturális
A FOMO-nak – mint szónak és mint társadalmi jelenségnek is – számos kulturális változata van. Mielőtt az amerikaiak felfedezték a FOMO-t, a szingapúriak már a kínai hokkien dialektusból átvéve kiasunak nevezték el saját változatukat, ami a kimaradástól való félelem mellett magában foglal mindenféle versengő, fukar vagy önző magatartást is.

### Nyelvi
A FOMO kifejezés olyan hasonló jelentésű szavak megszületését inspirálta, mint a FOBO, FOMOMO, MOMO, NEMO, SLOMO JOMO, FOJI és BROMO.
A FOBO mozaikszót is Patrick James McGinnis amerikai kockázatitőke-befektető és író alkotta meg, amikor a Harvard Business School hallgatója volt. A FOBO jelentése jobb lehetőségektől való félelem, és azt a bénultságot, blokkot okozó érzést foglalja össze egy szóban, amikor hiperglobalizált világunkban minden lehetségesnek tűnik, így bármikor jöhet egy jobb lehetőség, ami a korábbi választásunkat leértékelheti.
A ROMO a Reality of Missing Out rövidítése. Egy olyan mozaikszó, amely a koronavírus járvány idején született, és azt az érzést írja le, amikor tudjuk, hogy nem maradunk le semmiről.
A FOMOMO a The Fear Of the Mystery Of Missing Out rövidítése. A FOMOMO a FOMO egy szélsőségesebb esetére utal, amely akkor fordul elő, amikor a mobileszközünk használhatatlanná válik. Mivel meg vagyunk fosztva attól, hogy ellenőrizzük a közösségi média hírfolyamunkat, ezért automatikusan feltételezzük, hogy ismerőseink jobban érzik magukat, mint mi.
A MOMO a The Mystery Of Missing Out rövidítése, és azt a szorongást írja le, amely akkor foghat el bennünket, amikor barátaink nem tesznek közzé semmit a közösségi médiában, ami azt eredményezi, hogy megpróbáljuk kitalálni, hogy mi minden lehet az, amiről esetleg lemaradunk.
A NEMO a Nearly but not full Missing Out rövidítése, és azokra az emberekre utal, akik fenn vannak a közösségi oldalakon, de nem ellenőrzik azokat gyakran.
A SLOMO a Slow to Missing Out rövidítése, és arra a bár lassan, ám egyre inkább fokozódó érzésre utal, hogy kimaradunk valamiből.
A JOMO a Joy of Missing Out rövidítése, és a kimaradás vagy elérhetetlenség miatt érzett örömre utal. Annak hangoztatása, hogy az összes közösségi média és digitális eszköz leállítása boldogító lehet.
A FOJI a Fear Of Joining In rövidítése, és azt az érzést írja le, amikor félünk a közösségi médiában posztolni, mert attól tartunk, hogy senki sem reagál rá, vagy senki sem lájkolja majd.
A BROMO olyan esetekre utal, amikor a barátaink (tesók, brothers) szándékosan nem posztolnak például az éjszakai partyról csak azért, hogy mi nehogy kirekesztettnek érezzük magunkat